# Balchen-Gletscher
Der Balchen-Gletscher ist ein zerfurchter Gletscher, der in westlicher Richtung zwischen den Phillips Mountains und den Fosdick Mountains zur Block Bay im westantarktischen Marie-Byrd-Land fließt. 
Er wurde am 5. Dezember 1929 während der ersten Antarktisexpedition (1928–1930) des US-amerikanischen Polarforschers Richard Evelyn Byrd entdeckt. Byrd benannte ihn nach Bernt Balchen (1899–1973), Chef-Pilot bei dieser Forschungsreise.